# Palle Huld

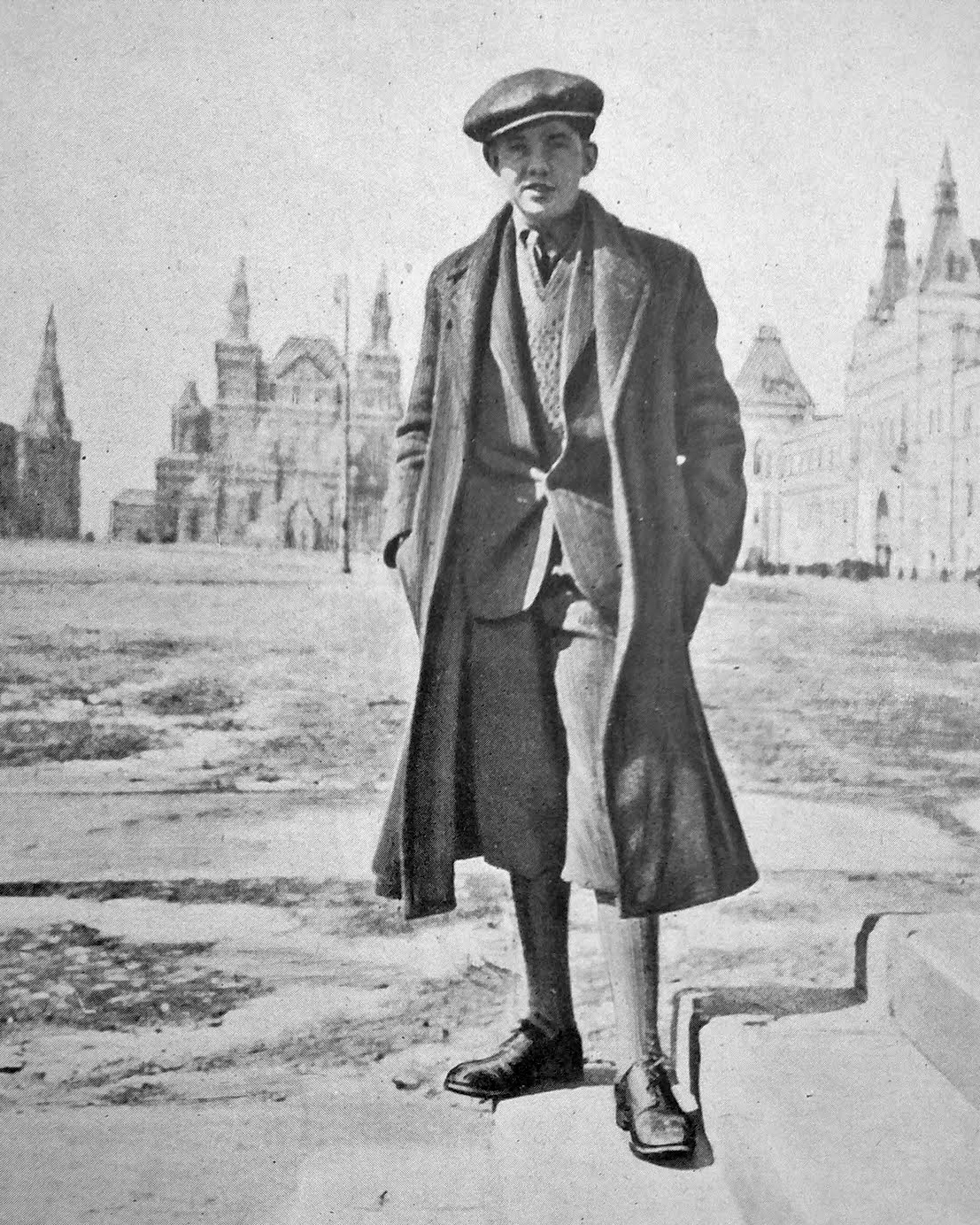
Palle Huld während seiner Weltreise (1928)

Palle Huld (* 2. August 1912 in Hellerup; † 26. November 2010 in Kopenhagen) war ein dänischer Abenteurer, Schriftsteller und Schauspieler, der als das Vorbild für die Comicfigur „Tim“ in der Comicserie Tim und Struppi von Hergé gilt.

## Biografie
Huld gewann 1928 bei einem Wettbewerb zum 100. Geburtstag von Jules Verne der Tageszeitung Politiken den Ersten Preis und damit ähnlich Jules Vernes Romanfigur Phileas Fogg in Reise um die Erde in 80 Tagen eine Reise um die Welt mit Schiff, Bahn und Automobil. Als er nach seiner 44-tägigen Weltreise nach Kopenhagen zurückkehrte, wurde der damals erst 16-Jährige von 20.000 begeisterten Menschen empfangen. Diese Reise, die Huld selbst in seinem in elf Sprachen übersetzten Buch Jorden rundt i 44 dage med Palle (Um die Welt in 44 Tagen mit Palle) beschrieb, wurde zur Grundlage für die Comicfigur "Tim" in der von dem Belgier Hergé veröffentlichten Comicserie Tim und Struppi. Danach wurde er Mitglied des Eventyrernes Klub, eines Vereins für Weltenbummler.
Nach einem anschließenden Studienaufenthalt in Kanada von 1928 bis 1931 und der Ausbildung an der Königlichen Theaterschule begann er 1934 seine schauspielerische Karriere mit seinem Debüt am Königlichen Theater (Det Kongelige Teater) in dem Shakespeare-Theaterstück Was ihr wollt.
Im Jahr 1935 fuhr Huld mit Elith Fors 18.000 Kilometer rund um das Mittelmeer auf einem Motorrad der Marke Nimbus II und unterstrich damit das Image der Nimbus II als strapazierfähiges und zuverlässiges Motorrad.
Nach seiner Rückkehr erhielt er 1936 eine Festanstellung als Schauspieler im Ensemble von Det Kongelige Teater und war dort fast fünfzig Jahre bis zu seinem Ruhestand tätig.
Neben seiner Theaterlaufbahn hatte er auch Auftritte in mehr als dreißig Filmen und Fernsehserien. Sein Filmdebüt gab er 1939 in Skilsmissens børn des Filmregisseurs Benjamin Christensen und spielte in den folgenden Jahrzehnten überwiegend Nebenrollen wie 1976 in Die Olsenbande sieht rot (Olsen-banden ser rødt). Daneben folgten Gastrollen in den Fernsehserien Oh, diese Mieter und Die Leute von Korsbaek. Seinen letzten Filmauftrat hatte er 1999 in dem Film Manden som ikke ville dø von Torben Skjødt.
Palle Huld, der unter anderem mit den Frederik-Schyberg- und Oluf-Poulsen-Preisen sowie dem Louis-Halberstadts-Ehrenpreis ausgezeichnet wurde, wurde im Jahr 1979 Ehrenmitglied der Schauspielergesellschaft (Skuespillerforeningen).
1992 veröffentlichte er seine Autobiografie unter dem Titel Så vidt jeg erindrer.
Palle Huld starb am 26. November 2010 im Alter von 98 Jahren. Seine Grabstätte befindet sich auf dem Solbjerg-Parkfriedhof in Frederiksberg.